# Datation par les traces de fission

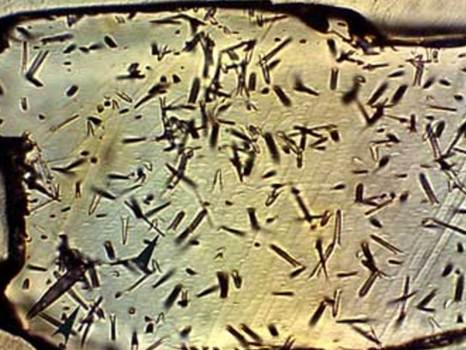
Traces de fission révélées dans un minéral observé au microscope optique.

La datation par les traces de fission est une méthode de datation radiométrique qui repose sur l'analyse des traces laissées dans un minéral par la fission spontanée de l'uranium 238 qu'il contient,. Cette méthode peut être utilisée pour dater la formation d'un matériel géologique ou archéologique, ou le dernier épisode de haute température d'une roche.

## Historique
Les premières traces de fission ont été observées en 1959 au microscope électronique ; en 1962 est découverte une méthode chimique d'élargissement des traces, ce qui permet de les observer avec un microscope optique.

## Principe
Tout matériau contenant naturellement de l'uranium contient à un âge donné la même proportion d'uranium 235 et d'uranium 238. L'uranium 238 a plusieurs modes de désintégration, le principal est une désintégration α en thorium 234, mais une petite partie (5,45 × 10−5 % du nombre total de désintégrations) des atomes d'uranium 238 se désintègre par fission spontanée. Les autres atomes présents dans la nature et pouvant subir une fission spontanée sont essentiellement l'uranium 235 (7 × 10−9 % du nombre total de désintégrations) et le thorium 232 (1,1 × 10−9 % du nombre total de désintégrations) mais ces cas sont marginaux et peuvent être ignorés, si bien que l'on considère que toute trace de fission est due à une fission spontanée d'uranium 238. De là, on peut déduire par simple comptage du nombre de traces le nombre de fissions spontanées d'uranium 238 ayant eu lieu dans le matériau, en déduire le nombre d'atomes d'uranium 238 s'étant désintégré par fission spontanée ou désintégration α et donc en mesurant la quantité d'uranium encore présent dans l'échantillon déduire la quantité d'uranium présent au moment de sa formation. La connaissance de la constante de désintégration de l'uranium 238 permet alors de calculer l'âge de l'échantillon. De plus la longueur des traces de fission, de l'ordre de la dizaine de micromètres, est significativement supérieure à la longueur des traces provoquées par d'autres phénomènes, comme le recul d'un noyau qui subit une désintégration qui provoque une trace d'une longueur de l'ordre du dixième de micromètres. Il est donc possible de distinguer relativement facilement les traces de fission.
Pour pouvoir dater du matériel jeune il faut donc que celui-ci soit riche en uranium, tandis que pour dater de vieilles roches il faut utiliser des minéraux qui en contiennent peu. On utilise beaucoup l'apatite et le zircon.

## Thermochronologie
La méthode des traces de fission ne s'intéresse pas aux atomes produits par fission mais seulement aux défauts physiques provoqués par celle-ci. Ces défauts peuvent disparaître sous l'effet de contraintes extérieures, principalement la température mais aussi dans une bien moindre mesure sous l'effet de l'altération chimique des roches et sous de fortes pressions. Les âges mesurés sont donc généralement les âges de refroidissement des roches en dessous d'une certaine température dépendant du matériau. Dans les cas favorables on peut retrouver l'histoire thermique des roches, quand elle n'est pas trop complexe.